# Mammoth Lakes, Kalifornien
Mammoth Lakes är en stad (town) i Mono County, i delstaten Kalifornien, USA. Enligt United States Census Bureau har staden en folkmängd på 8 296 invånare (2011) och en landarea på 64,4 km².